# Richard Morris Hunt

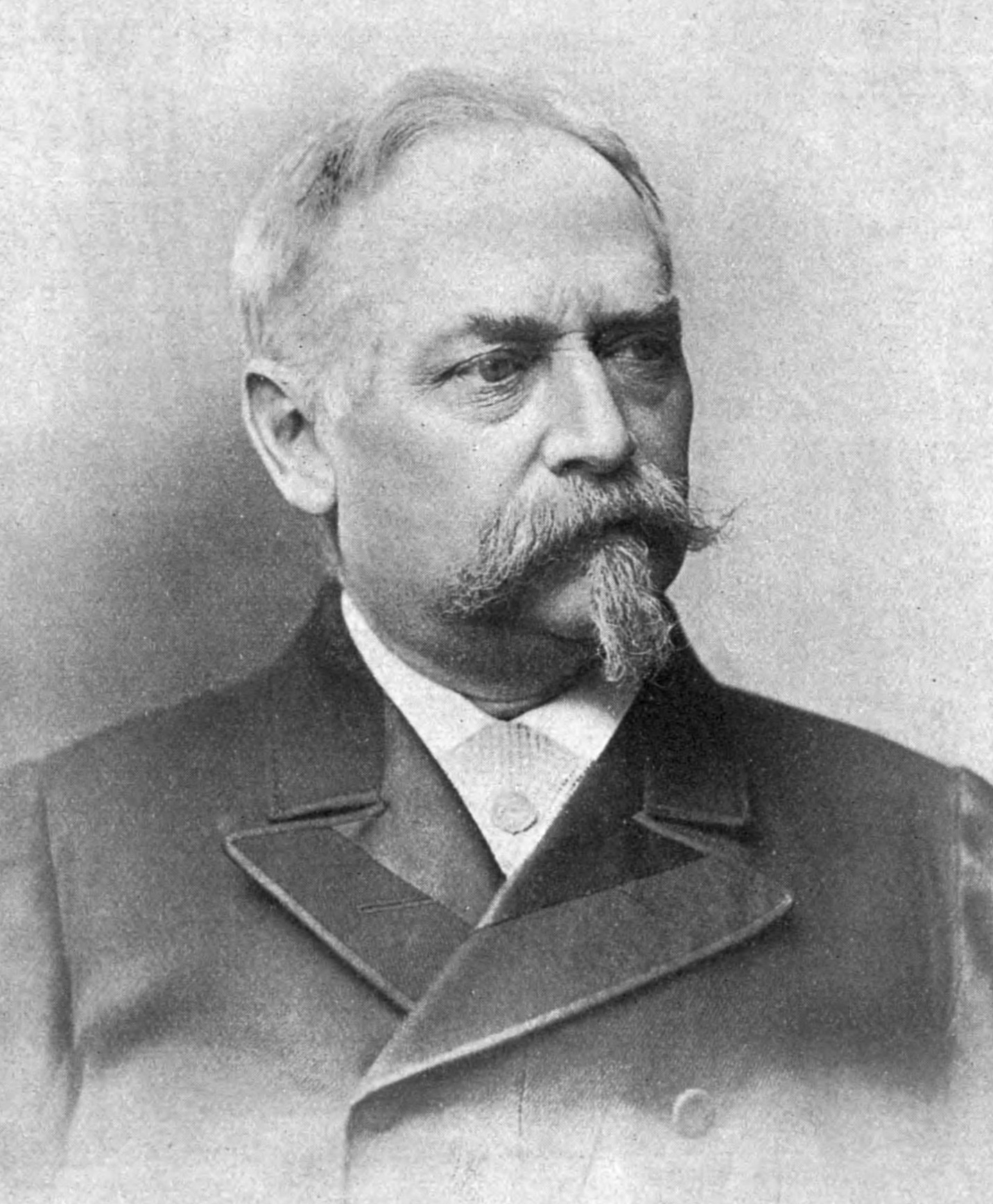
Richard Morris Hunt

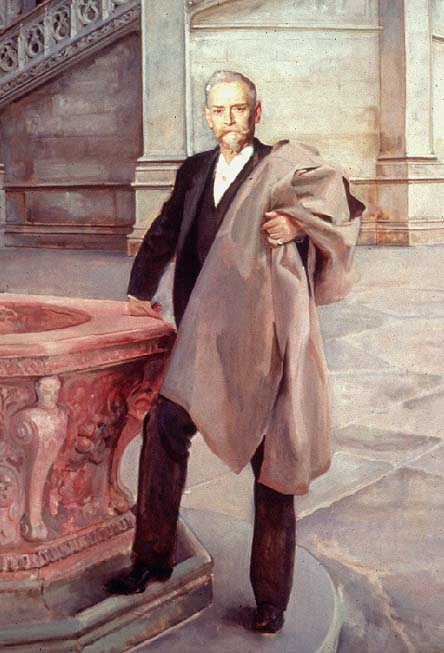
Portret van Richard Morris Hunt door John Singer Sargent (1895)

Richard Morris Hunt (Brattleboro (Vermont), 31 oktober 1827 – Newport (Rhode Island), 31 juli 1895) was een Amerikaans architect en een van de invloedrijkste architecten van de tweede helft van de negentiende eeuw, door velen beschouwd als de vader van de Amerikaanse architectuur.

## Jeugd
Richard wordt op 31 oktober 1827 geboren in het plaatsje Brattleboro in de Amerikaanse staat Vermont als kind van vooraanstaande ouders. Mevrouw Hunt, inmiddels weduwe, verhuist met haar kinderen onder andere naar Boston, New Haven en New York. Richard blijkt een groot talent te hebben voor tekenen in het algemeen en technische constructies in 't bijzonder. In 1843 besluit de familie om gezondheidsredenen naar Europa te verhuizen. De daarop volgende jaren zijn een ontdekkingstocht over het continent. Met name het cultureel rijke Italië heeft een grote invloed.

## Opleiding
In 1846 wordt Richard, als eerste Amerikaanse student, toegelaten aan de École des Beaux Arts in Parijs. Hier studeert hij tot 1851 tekenen, architectuur en beeld- & schilderkunst. Met zijn afstudeerproject wint hij de prestigieuze Grand Prix de Rome waarna Hector-Martin Lefuel, architect van keizer Napoleon III, hem aanstelt als bouwmeester bij de uitbreiding van het Louvre.

## Carrière
Bij zijn terugkeer naar de Verenigde Staten in 1855 werkt Hunt eerst onder T.U. Walter aan de uitbreiding van het Capitool (Washington DC). Tevens heeft hij een leidende rol bij de stichting van het American Institute of Architects en het Metropolitan Museum of Art. Zijn eigen architectenbureau in New York is razend populair bij jonge studenten ondanks de strenge eisen de meester aan zijn leerlingen stelt. In zijn latere jaren is Hunt "hofarchitect" van de meest welgestelden in 't bijzonder van de familie Vanderbilt.
In 1893 was hij naast onder anderen en John Quincy Adams Ward en Daniel Chester French een van de oprichters van de National Sculpture Society.

## Werken
- Stuyvesant Apartments, New York, 1870*.
- New York Tribune Building, New York, 1873 (eerste "wolkenkrabber" met lift)*.
- Roosevelt Building, New York, 1874*.
- Lenox Library, New York, 1877*.
- Yorktown Memorial, Yorktown, 1880.
- Triple Palace (W.H. Vanderbilt), New York, 1881*.
- W.K. Vanderbilt House, New York, 1881*.
- Sokkel van het Vrijheidsbeeld 1886.
- Marble House (William K. Vanderbilt), Newport, 1888.
- Château de Montméry (Theodore Haviland), Ambazac, Haute Vienne (87), France, 1889.
- Carnegie Hall, New York, 1891 (adviseur).
- The Breakers (Cornelius Vanderbilt II), Newport, 1893.
- U.S. Naval Observatory, Georgetown, 1893.
- World's Columbian Exhibition Administration Building, Chicago, 1893*.
- Fogg Museum (Hunt Hall) Universiteit Harvard, Cambridge, 1895.
- Biltmore House (George W. Vanderbilt), Asheville, 1895.
- Metropolitan Museum of Art, New York, 1902 (voltooid door zoon).

(* = gesloopt)

## Onderscheidingen
Als verdienste voor zijn onvermoeibare inzet voor de vorming van de Amerikaanse architectuur kreeg Hunt vele onderscheidingen waaronder de gouden medaille van het Institute of British Architects en als eerste architect een eredoctoraat van de Harvard-universiteit. Na zijn dood in 1895 werd er in 1898 door bevriende architecten en bewonderaars een herdenkingsmonument opgericht aan Fifth Avenue wat er, in tegenstelling tot de meeste van zijn New Yorkse projecten, nog steeds staat.
- Biblioteca Nacional de España: XX1689524
- Bibliothèque nationale de France: cb12233162z (data)
- Catàleg d'autoritats de noms i títols de Catalunya: 981058509645106706
- CiNii: DA09178806
- Gemeinsame Normdatei: 119435772
- International Standard Name Identifier: 0000 0001 1607 2429
- Library of Congress Control Number: n79139715
- Nationale Bibliotheek van Israël: 987007336960805171
- Nederlandse Thesaurus van Auteursnamen: 069349894
- PIC: 301924
- RKD-Nederlands Instituut voor Kunstgeschiedenis: 292265
- SNAC: w65q50mk
- Système universitaire de documentation: 031036058
- Union List of Artist Names: 500029112
- Virtual International Authority File: 22951545
- WorldCat: E39PBJf48TcYgxt8WGxj8Hhfv3